# 2012년 하계 올림픽 엘살바도르 선수단
2012년 하계 올림픽 엘살바도르 선수단은 2012년 7월 27일에서 8월 12일까지 영국 런던에서 열린 2012년 하계 올림픽에 참가한 올림픽 엘살바도르 선수단이다.

## 출전 선수
| 종목   | 남자 | 여자 | 전체 |
| ------ | ---- | ---- | ---- |
| 육상   | 1    | 1    | 2    |
| 사이클 | 0    | 1    | 1    |
| 유도   | 1    | 0    | 1    |
| 조정   | 1    | 1    | 2    |
| 사격   | 0    | 1    | 1    |
| 수영   | 1    | 1    | 2    |
| 역도   | 1    | 0    | 1    |
| 전체   | 5    | 5    | 10   |

## 같이 보기
- 올림픽 엘살바도르 선수단